# Şeyhoğlu, Bozkurt
Şeyhoğlu là một xã thuộc huyện Bozkurt, tỉnh Kastamonu, Thổ Nhĩ Kỳ. Dân số thời điểm năm 2008 là 204 người.